# Panama (Van Halen)
"Panama" is een nummer van de Amerikaanse band Van Halen. Het nummer verscheen op hun album 1984 uit 1984. Op 18 juni van dat jaar werd het uitgebracht als de derde single van het album.

## Achtergrond
"Panama" is geschreven door alle groepsleden en geproduceerd door Ted Templeman. Zanger David Lee Roth vertelde in een interview dat het nummer, alhoewel het suggestieve teksten bevat, gaat over een auto die hij zag in een race in Las Vegas, genaamd de "Panama Express". Panama was ook de naam van de Opel Kadett van Roth, die te zien was in de videoclip van zijn solosingle "Shoo Bop" uit 2003. Hij schreef het nummer nadat hij door een verslaggever werd beschuldigd dat hij enkel nummers over vrouwen, feesten en snelle auto's schreef. Hij realiseerde zich echter dat hij nooit een nummer over een snelle auto had geschreven. Tijdens de brug van het nummer is de auto van Eddie Van Halen te horen, een Lamborghini Miura uit 1972. De auto werd de studio in gereden, waar microfoons op de uitlaatpijp werden geïnstalleerd zodat het geluid kon worden opgenomen.
"Panama" werd een hit in een aantal Engelstalige landen. In de Amerikaanse Billboard Hot 100 kwam de single tot de dertiende plaats, terwijl in het Verenigd Koninkrijk de 64e plaats werd behaald. Ook in Ierland en Australië bereikte het de hitlijsten. De videoclip bevat grotendeels beelden van de band die het nummer live speelt. De clip werd opgenomen in het Providence Civic Center in Providence. De auto in de clip is een Mercury Eight cabriolet uit 1951. Het nummer is te horen in de film Superbad, de televisieseries The Drew Carey Show en Family Guy en het videospel Gran Turismo 4. Het nummer stond in 2020, naar aanleiding van het overleden van een bandlid, in de NPO Radio Top 2000.

## NPO Radio 2 Top 2000
| Nummer met noteringen in de NPO Radio 2 Top 2000 | '20  | '21  | '22  | '23  | '24  |
| ------------------------------------------------ | ---- | ---- | ---- | ---- | ---- |
| Panama                                           | 1472 | 1670 | 1845 | 1854 | 1777 |

1. ↑  Een vetgedrukt getal geeft de hoogste notering aan.
2. ↑  2020 was het eerste jaar met een notering voor dit nummer.